# قتل في المعركة

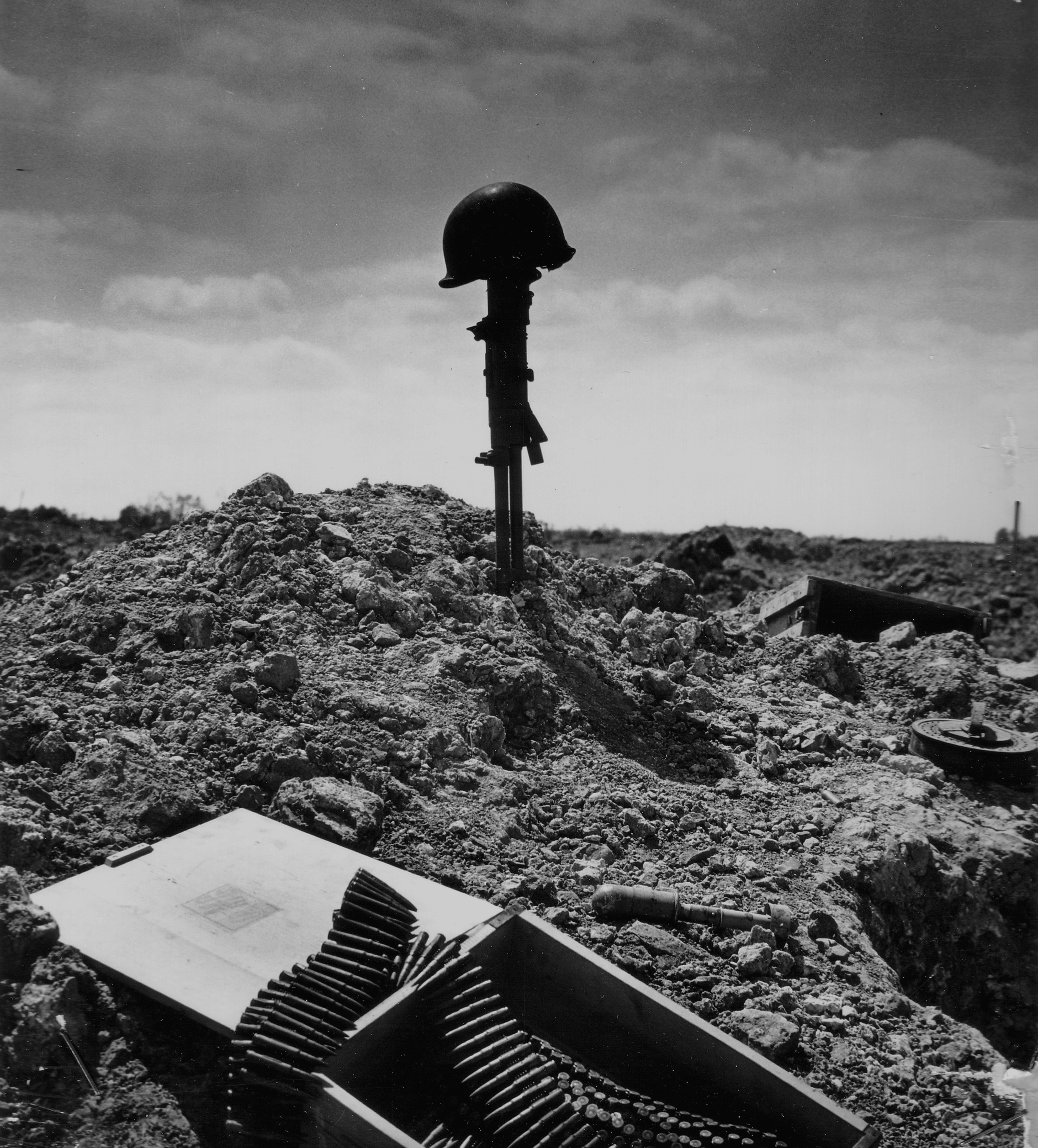
قبر مؤقت لجندي أمريكي قتل في هجوم النورماندي في الحرب العالمية الثانية.

قُتل في معركة (بالإنجليزية: Killed in action، اختصاراً KIA)‏  هو مصطلح عسكري يستخدم لوصف إصابات القتل في الجيوش التي تسببت فيها القوات المعادية، لا يصنف العسكريين القتلى نتيجة نيران صديقة أو هجمات إرهابية ضمن هذا المصطلح ويرمز لها برمز (ق ف م).
علاوة على ذلك، تشير KIA إلى أن أحدهم قد قُتل أثناء القتال في ساحة المعركة بينما توفي متأثراً بجراحه (بالإنجليزية: died of wounds)‏ اختصاراً (DOW) فيما يتعلق بشخص نجى للوصول إلى مرفق علاج طبي. تستخدم منظمة حلف شمال الأطلسي (الناتو) أيضًا (بالإنجليزية: died of wounds received in action)‏ اختصارا DWRIA، بدلاً من DOW، من أجل «مات متأثراً بجراحه التي تلقاها أثناء المعركة». ومع ذلك، تاريخيا، استخدمت الجيوش والمؤرخين الاسم المختصر السابق.

## مقالات ذات صلة
- فقد في المعركة
- جرحى حرب
- أسير حرب
- ضحية